# Алсдорф (Ајфел)
Алсдорф (њем. Alsdorf) општина је у њемачкој савезној држави Рајна-Палатинат. Једно је од 235 општинских средишта округа Ајфелкрајс Битбург-Прим. Према процјени из 2010. у општини је живјело 385 становника. Посједује регионалну шифру (AGS) 7232002.

## Географија
Алсдорф се налази у савезној држави Рајна-Палатинат у округу Ајфелкрајс Битбург-Прим. Општина се налази на надморској висини од 252 метра. Површина општине износи 6,4 km².

## Становништво
У самом мјесту је, према процјени из 2010. године, живјело 385 становника. Просјечна густина становништва износи 60 становника/km².